# سین مارشال (هنرپیشه)
سین مارشال (انگلیسی: Sean Marshall؛ زادهٔ ۱۹ ژوئن ۱۹۶۵) یک هنرپیشه، و خواننده اهل ایالات متحده آمریکا است.